# Michel Ameller
Michel Ameller (* 1. Januar 1926 in El Attaf, damals Département Algier, Französisch-Nordafrika; heute Provinz Ain Defla, Algerien; † 28. September 2022 in Paris, Frankreich) war ein französischer Jurist und Verwaltungsbeamter, der unter anderem zwischen 1995 und 2004 Mitglied des Verfassungsgerichts (Conseil constitutionnel) war.

## Leben
Ameller absolvierte nach dem Schulbesuch ein Studium der Rechtswissenschaften an der Universität Algier und Universität von Paris, das er mit einem Doktor der Rechte abschloss. Er absolvierte außerdem ein Studium am renommierten Pariser Institut für politische Studien Sciences Po (Institut d’études politiques de Paris).
Anschließend trat er in den Verwaltungsdienst und wurde 1952 Mitarbeiter der Nationalversammlung im Palais Bourbon, wo er bis 1992 sein komplettes Berufsleben verbrachte. Nachdem er zwischen 1955 und 1965 zehn Jahre lang Protokollchef im Generalsekretariat des Präsidenten der Nationalversammlung war, wurde er 1965 Leiter der Materialabteilung und danach 1967 Chef des Sekretariats des Ausschusses für Kultur, Familien und Soziales (Commission des affaires culturelles, familiales et sociales). 1970 erfolgte seine Ernennung zum Leiter der Wissenschaftlichen Abteilung sowie 1976 zum Direktor des Sozialen Dienstes, ehe er 1977 Direktor des Wissenschaftlichen Dienstes wurde.
Nachdem Ameller zwischen 1978 und 1985 Generaldirektor des Dienstes für Gesetzgebung war, war er zuletzt von 1985 bis 1992 Generalsekretär der Nationalversammlung und damit Chef der Verwaltung des Parlaments.
Ameller, der sich auch als Berater der Parlamentarischen Versammlung der Europäischen Gemeinschaft für Kohle und Stahl (EGKS) und des Europäischen Parlaments engagierte, war auch Berater der Interparlamentarischen Union (IPU) in Fragen der Menschenrechte und technischen Zusammenarbeit sowie außerordentlicher Professor an der Universität Panthéon-Assas (Université de Paris-II).
Am 22. Februar 1995 wurde Ameller vom Präsidenten der Nationalversammlung Philippe Séguin für eine neunjährige Amtszeit zum Mitglied des Verfassungsgerichts, des Conseil constitutionnel, nominiert. Die Funktion bekleidete er vom 5. März 1995 bis 5. März 2004.
Für seine langjährigen Verdienste wurde er zum Kommandeur der Ehrenlegion ernannt. Darüber hinaus verlieh ihm Venezuela den Francisco de Miranda-Orden sowie den Simón Bolívar-Orden in der Kommandeur-Klasse.

## Veröffentlichungen
- Les Questions, instrument du contrôle parlementaire (1964)
- Parlements, étude comparative des institutions représentatives (1966)
- L’Heure des questions au Palais Bourbon (1977)
- Le Progès technique au service du législateur (1984)
- L’Assemblée nationale : au coeur de la démocratie (1989)
- L’Assemblée nationale (1994–2000)